# Peter Pan (2003)
Peter Pan is een Amerikaanse film die in première ging op 25 december 2003 in de Verenigde Staten. De film werd gemaakt in opdracht van Universal Pictures. P.J. Hogan regisseerde de film geschreven door Michael Goldenberg en gebaseerd op het boek Peter and Wendy van J.M. Barrie. Jason Isaacs speelt de rol van Kapitein Haak en van George Darling, terwijl Jeremy Sumpter de rol van Peter Pan vertolkte. Rachel Hurd-Wood speelde Wendy Darling en Ludivine Sagnier was Tinkerbell. De actrice Lynn Redgrave speelde de rol van Tante Millicent, een nieuw persoon in deze film. Het was de eerste grote live-action productie van het verhaal (op scherm) waarin een echte jongen de hoofdrol kreeg.

## Verhaal
Het verhaal is een versie gebaseerd op de verhalen en het spel van J. M. Barrie. In de film bezoekt een jonge jongen, Peter Pan (Jeremy Sumpter), van tijd tot tijd zijn geboorteplaats Londen. Hier hoort hij vaak de verhalen die Wendy Darling (Rachel Hurd-Wood) vertelt aan haar jongere broers. Peter vraagt haar of ze meekomt naar Neverland om daar een soort "moeder" te zijn voor zijn "clubje" van de Slimme Jongens. Wendy vraagt hem of ze haar broertjes John (Harry Newell) en Michael (Freddie Popplewell) mag meenemen, waarop Peter de drie leert vliegen.
In Neverland beleven ze verschillende avonturen met piraten, indianen en zeemeerminnen. Op een zeker ogenblik sterft Tinkerbell (Ludavine Sanger) bijna doordat ze Peter wilde redden en ze een dodelijk drankje van Kapitein Haak opdronk. Peter kan haar redden door te zeggen dat hij wel in elfjes gelooft. Hij vliegt naar het schip van Kapitein Haak (Jason Isaacs), de Jolly Roger, waar hij een gevecht aangaat met zijn aartsvijand. Haak kan hem bijna verslaan maar Wendy laat zien dat ze van hem houdt en zo wordt Peter sterker dan ooit. Wendy en haar broertjes keren terug naar Londen, samen met de Verloren Jongens. Peter keert terug naar Neverland en zal Wendy nooit meer terugzien.

## Productie
Om Tinkelbel en de andere elfjes goed in de film te krijgen waren er plannen om deze als digitale animatie toe te voegen. Hier werd echter vanaf gezien. Tinkerbel en de elfjes die in de film verschijnen zijn echte acteurs die digitaal in de film verwerkt verwerkt zijn. De grote krokodil is wel volledig door de computer gemaakt en speelt slechts mee in enkele scènes, waar hij meestal maar wat moet bewegen of zijn ogen of muil open moet doen. Een ander door de computer gegenereerd figuurtje is een papegaai die op het schip ronddwaalt.
Om de acteurs in de lucht te laten vliegen in de vele vliegscènes werd voor de acteurs een complex harnas gemaakt. Hierna werden de gefilmde acteurs digitaal verwerkt in de scènes van Londen en Neverland. Vele dingen werden echter vervangen door de computer. Ook door de zwaardvechtscènes kwam de film echt tot leven. Hiervoor werden de acteurs opgeleid. Jeremy Sumpter (Peter Pan) groeide tijdens de opnames enkele centimeters waardoor de producenten de eindgevechten wat moesten aanpassen zodat het hoogteverschil tussen Peter en Haak bleef bestaan.
De film werd opgedragen aan Dodi Fayed, die ook uitvoerend producent was van de in 1991 gemaakte film Hook. In 2004 kwam de film Finding Neverland uit, over J. M. Barrie en de ontwikkeling van Peter Pan.